# Kafr Batna
Kafr Batna (arab. كفر بطنا) – miasto w Syrii, w muhafazie Damaszek. W 2004 roku liczyło 22 535 mieszkańców.